# Nagato (Jamaguči)
Nagato (japonsky 長門市; Nagato-ši) je město ležící v japonské prefektuře Jamaguči.
K 1. listopadu 2006 mělo město 40 532 obyvatel a celkovou rozlohu 357,91 km².
Město bylo založeno 31. března 1954.